# Psaltria exilis
La cincia pigmea (Psaltria exilis Temminck, 1836) è un uccello passeriforme della famiglia Aegithalidae, fra i quali rappresenta l'unica specie ascritta al genere Psaltria Temminck, 1836.

## Etimologia
Il nome scientifico del genere, Psaltria,  deriva dal greco ψαλτρια (psaltria, "suonatrice d'arpa"), in riferimento ai richiami melodiosi: il nome della specie, exilis, deriva invece dal latino ed p un riferimento alle dimensioni minute.

## Descrizione

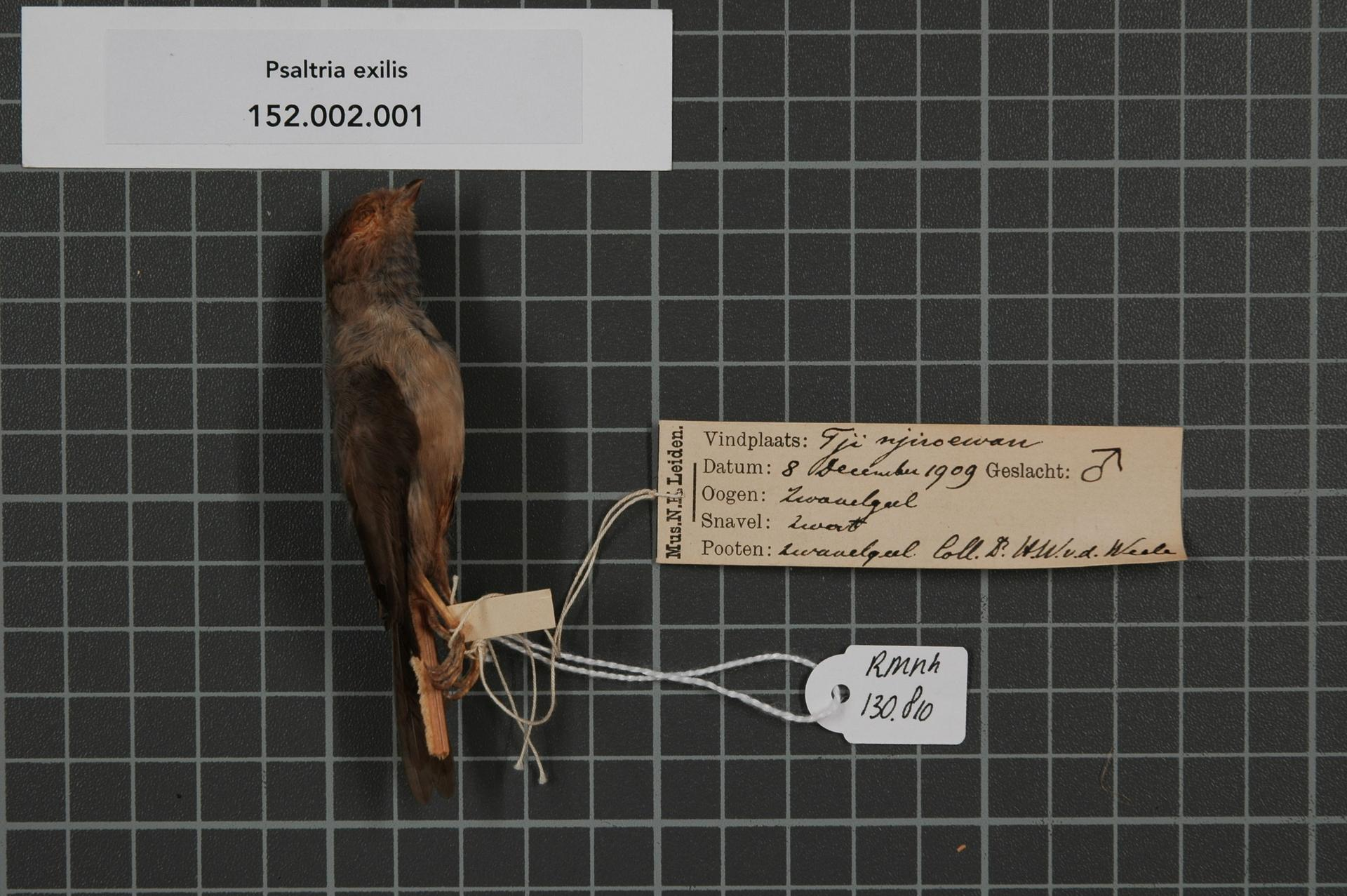
Maschio impagliato.

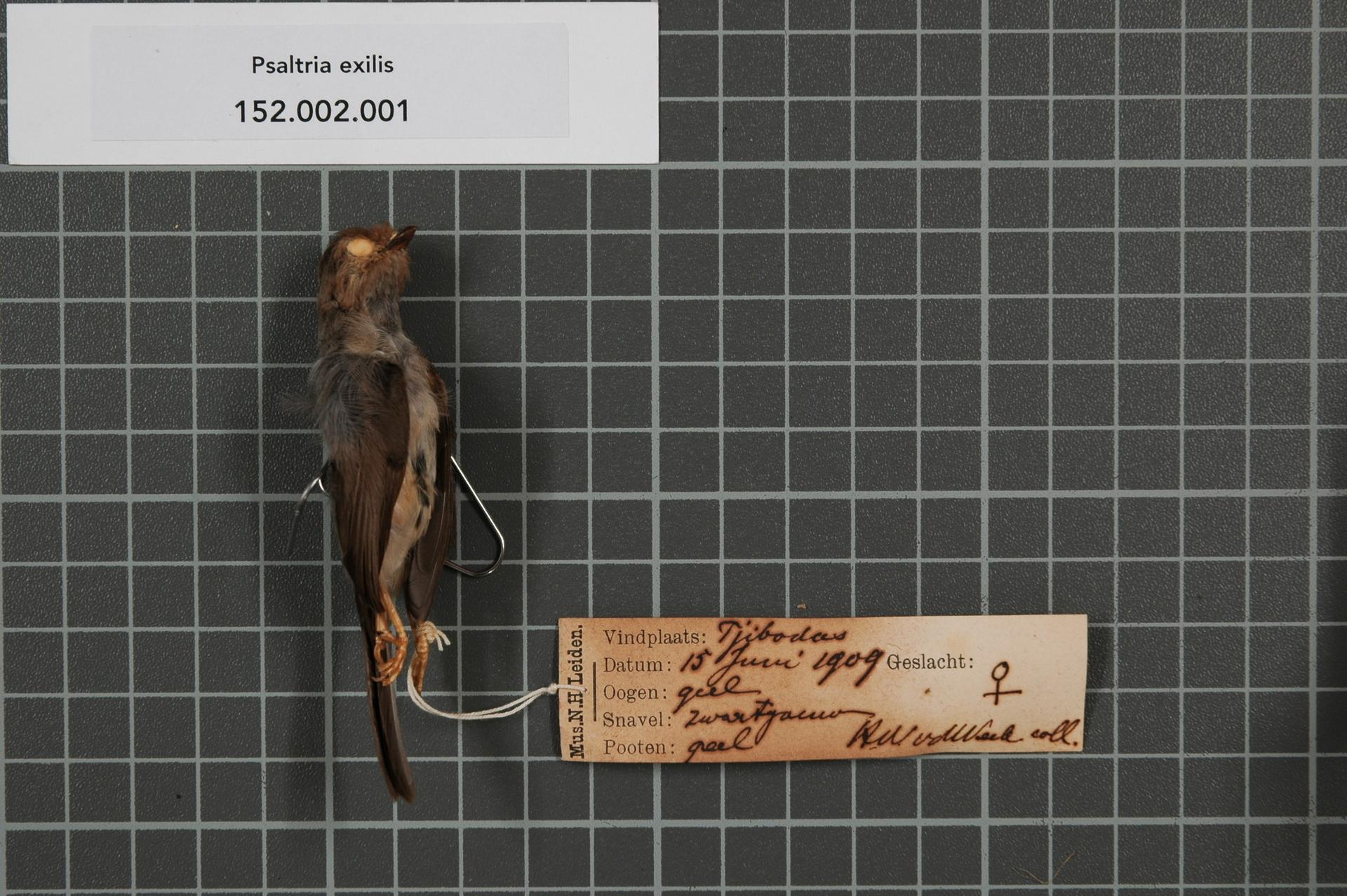
Femmina impagliata.

### Dimensioni
Coi suoi 8,5-8,7 cm di lunghezza, la cincia pigmea rappresenta l'egitalide di minori dimensioni.

### Aspetto
Si tratta di uccelletti minuti, muniti di grossa testa arrotondata con becco corto e conico, ali arrotondate e coda piuttosto lunga e dall'estremità squadrata.
Il piumaggio è piuttosto sobrio e dominato dalle tonalità del grigio, più scuro e con sfumature bluastre su testa, dorso, ali e coda (con le ultime due parti ancora più scure e tendenti al nerastro), mentre la gola è biancastra (così come il sottocoda), il petto è di color grigio cenere e fianchi e ventre sono di color grigio-biancastro.

Il dimorfismo sessuale è presente, anche se non evidentissimo e soggetto a variazioni a livello individuale: in genere nei maschi fronte, vertice e nuca tendono al bruno-rossiccio, mentre ventre e fianchi presentano sfumature rosate.
In mabedue i sessi il becco è di colore nerastro, le zampe sono gialline e gli occhi, piuttosto grandi, sono anch'essi di colore giallo chiaro.

## Biologia

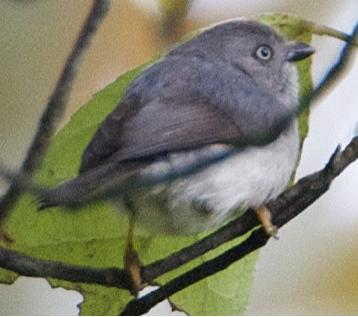
Esemplare in natura.

Si tratta di uccelletti molto vivaci e scattanti, dalle abitudini di vita diurne e moderatamente gregarie, che si muovono perlopiù in gruppetti di 4-6 individui fra i rami degli alberi, passando la maggior parte della giornata alla ricerca di cibo ed tendendosi di tanto in tanto in contatto mediante acuti e penetranti richiami pigolanti.

### Alimentazione
La cincia pigmea è un uccello essenzialmente insettivoro, la cui dieta si compone in massima parte di piccoli insetti (soprattutto afidi), ragni e bruchi, reperiti cercando fra il fogliame degli alberi.

### Riproduzione
Si tratta di uccelli Monogami, che si riproducono due volte l'anno, fra marzo e maggio e fra agosto e novembre: la coppia riproduttrice viene aiutata nelle varie fasi dell'evento riproduttivo dagli altri membri del gruppo, che generalmente sono giovani appartenenti a covate precedenti.
Il nido è a forma di sacca e viene costruito alla punta del ramo di un albero con ragnatele e licheni, imbottendone l'interno con piumino: esso misura 8–17 cm d'altezza e 6-8,5 cm di larghezza, ed ospita una nidiata piuttosto numerosa (4-8 uova a covata) che viene covata a turno dai vari membri del gruppo per circa due settimane.

I nidiacei vengono accuditi anch'essi da tutti i membri del gruppo di appartenenza (soprattutto i maschi), e sono in grado d'involarsi a circa 16 giorni dalla schiusa: prima di allontanarsi definitivamente dal territorio di nascita, tuttavia, possono passare dei mesi, coi giovani della covata precedente che aiutano i genitori nel portare avanti una o più covate successive.

## Distribuzione e habitat

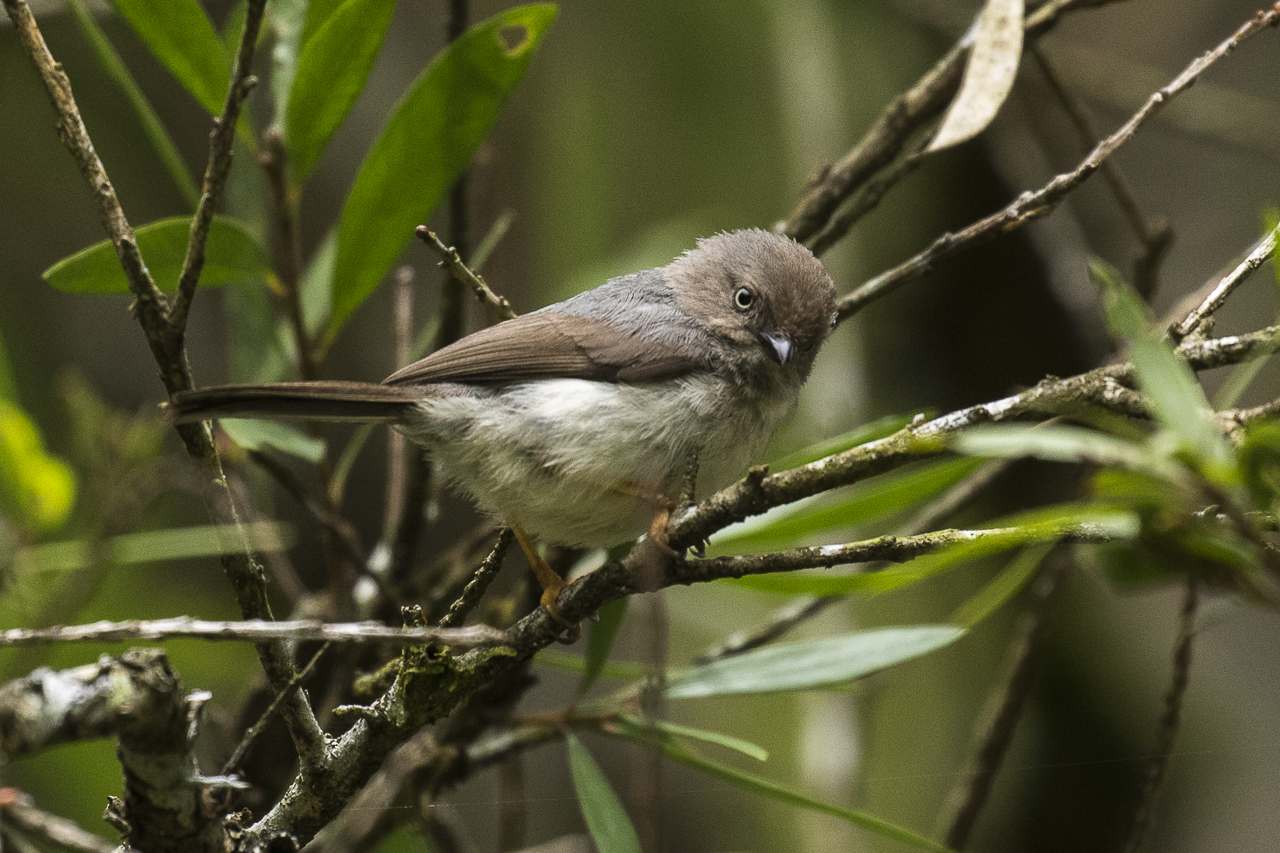
Esemplare nel parco nazionale di Gunung Gede-Pangrango.

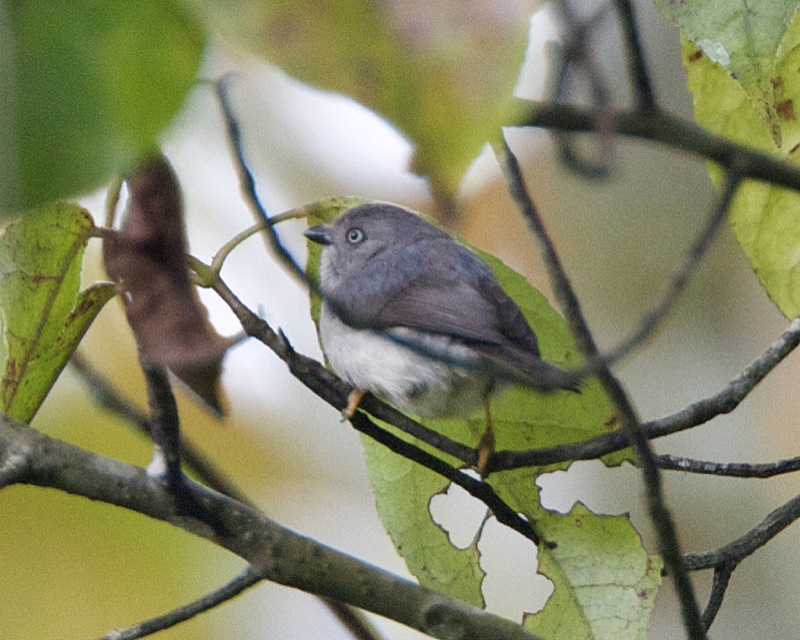
Esemplare in natura.

La cincia pigmea è endemica di Giava, della quale popola la porzione montuosa centrale (a sud di Semarang) ed occidentale.
L'habitat di questi uccelli è rappresentato dalla foresta pluviale montana e nebulosa al di sopra dei 1000 m di quota (con predilezione per le aree a prevalenza di conifere), sebbene localmente la cincia pigmea scenda fino a 830 m: questi animali colonizzano inoltre senza grossi problemi anche le piantagioni e le aree rurali e suburbane in ambiente montano.